# ウィルファ原子力発電所
- ウィルヴァ原子力発電所

ウィルファ原子力発電所（英語: Wylfa Nuclear Power Station、ウェールズ語: Atomfa'r Wylfa）は北ウェールズアングルシー島クマイス海岸にある原子力発電所。アイリッシュ海に面したクマイス湾から冷却水を取水していた。
2基の490MW級マグノックス炉が存在し、それぞれ1号機、2号機とされており、建設は1963年に開始され、1971年に運転を開始した。2号機は2012年に運転を終了しており、1号機も2015年12月に運転を終了した。

## 歴史
発電所の建設は、イングリッシュ・エレクトリック、バブコック・アンド・ウィルコックス、テイラー・ウッドロウのコンソーシアムである英国原子力設計建設(British Nuclear Design & Construction、BNDC)によって1963年にはじめられた。原子炉の製造は原子力グループ(The Nuclear Power Group)が行い、タービンはイングリッシュ・エレクトリックが製造した。
ウィルファ原子力発電所はトロースフィニッド原子力発電所に次いでウェールズで2箇所目の原子力発電所であった。1991年にトロースフィニッド原発が運用終了してからはウェールズ唯一の原子力発電所となっている。
建屋には1号炉と2号炉の2基の490MW級マグノックス炉が納められており、これらは1963年から建設が始まり1971年に完成した。両炉が稼動している間は一般的に毎日23GWhの電力を供給していた。これらはイギリス国内で建設された最大かつ最後のマグノックス型原子炉であった。ウィルファの原子炉はオールドベリーに次いで、安全性向上と建設の容易さから鋼鉄の代わりにプレストレスト・コンクリートの圧力容器を持つ英国で2番目の原子力発電所であった。
現設計では合計1190MWの予定であったが、最初の原子炉稼動の前に二酸化炭素によるガス回路の低炭素鋼材の予想外の腐食の加速が検出された。これによって二酸化炭素が炉心の燃料チャンネルを離れるときの温度を低減する必要があり、最初は840MWに出力を落とされ、その後より多くの知見を得てから980MWに向上した。
黒鉛の炉心は各3,800トンで、49248本の天然ウランマグノックス被覆燃料体を入れることが可能な6156本の垂直燃料チャンネルがあった。さらにホウ素制御棒の炉心への挿入が200チャンネル可能で、原子炉の制御が可能であった。一次冷却材は二酸化炭素となっていた。
当初は中央発電局が運営していたが、ナショナル・パワー、ニュークリア・エレクトリック、マグノックス・エレクトリック、英国原子力グループ、マグノックス・ノースを経て、現在はマグノックス社が運転を行っている。発電所の所有は英国の民生用原子力施設の廃止と解体処理の監督・管理を行う原子力廃止措置機関が行っている。
運転期間中、2000年の4月の安全審査で発見された溶接部の悪化に対する原子炉の強化に対する重要な補修が必要とされた。公共論争の中で、グリーンピースは原子力工学顧問の共同研究者団による独立した安全評価を出したが、2001年8月に再稼動が許可された。
溶接の弱点に加え、黒鉛減速材ブロックの放射線による減損はいまだに懸念されており、反核団体のPAWBは発電所の早期停止といかなる新炉への置換も許さないとする運動戦線を継続している。
2006年7月20日、NDAは2010年以降の運転はセラフィールドのマグノックス炉用燃料の再処理施設を停止する計画に非経済的な影響を与えるため、発電所を2010年に停止させると発表した。しかし、2010年にNDAはウィルファ発電所40周年にあたる2011年の1月を超えた2012年までの運転延長を発表した。
原子力規制局 (ONR) の2011年第三四半期の報告で、1号炉の寿命は2014年の9月まで延ばされたことが明示された。燃料は2014年よりも数ヶ月間持つとされるが、そういった延長を行う場合はONRの承認を必要とする。2号炉は英国標準時の2012年4月25日19時2分に発電を終了した。1号炉は2015年12月30日に運転を終了し、これですべてのマグノックス炉が運転を終了したことになった。

## 将来計画

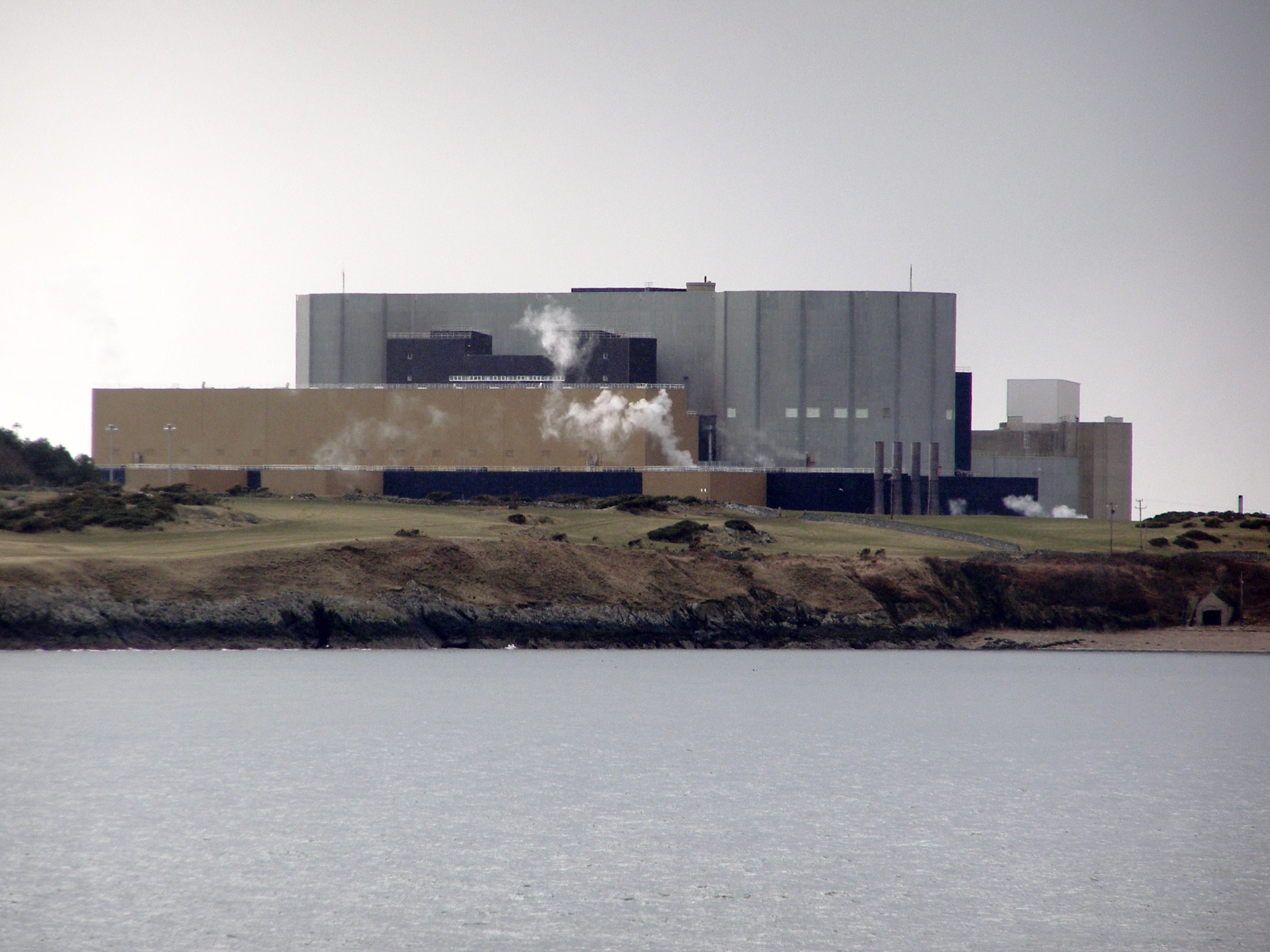
スランバドリグから見たウィルファ原子力発電所

新規の建設計画は当初ウィルファBと呼ばれていたが、現在はウィルファ・ネーウィズ（ウェールズ語: Wylfa Newydd）と呼ばれている。この計画の理由の一端はHolyheadにあるアングルシー・アルミニウム社の電力需要をまかなうこととされる。アングルシーアルミニウム工場は2009年9月30日に操業を停止したが、この企業は施設内でのバイオプラントの計画許可が承認され2016年までに計画していると発表している。2006年3月、地元議会は発電所と発電所が生み出す雇用を鑑みてウィルファAの稼動延長とウィルファBの建設支持のための投票を行った。一方、計画には地元の反対も存在し、反対派はPobal Atal Wylfa-B（ウィルファBを阻止する集団、PAWB）などの団体が存在する。
2009年、E.ON UKとRWE npowerの合弁子会社ホライズン・ニュークリア・パワーはウィルファに3000MWe程度の原子炉を導入する意向を表明した。同社は既存の発電所敷地の南部に改良型沸騰水型軽水炉(ABWR)を建設することを計画している。
2010年10月18日、英国政府はウィルファは将来の原子力発電所適地と考えられる8箇所の1箇所と発表した。
2012年1月、ウィルファの新原発建設計画に対して、300人の反原子力派の抗議者がスランゲヴニの街頭でデモ行進を行った。デモはPAWB、グリーンピース、ホライズンに異議を唱えるリチャード・ジョーンズを支援するCymdeithas yr Iaithなどの団体によって組織された。
2012年3月29日、E.ONとRWE npowerは建設計画を棚上げすると発表した。
2012年10月30日、日立製作所がE.ONとRWE npowerから原子力発電所計画および子会社のホライズンを購入したことが発表された。PAWBのスポークスマンはインタビューの中で「我々はアングルシー島にウィルファシマはいらない」と述べている。
ホライズンは発電所の建設準備を2015年、建設開始を2018年、発電開始を2020年半ばと見込んでいた。
2020年9月、日立製作所は新設計画からの撤退を表明した。